# Jurovci
Jurovci – wieś w Słowenii, w gminie Videm. W 2018 roku liczyła 161 mieszkańców.